# Hernández
Hernández ist ein patronymisch gebildeter spanischer Zuname mit der Bedeutung „Sohn des Hernán“ (eine Variante von Fernando, deutsch Ferdinand). Er tritt im spanischsprachigen Raum sehr häufig auf und steht mit mehr als acht Millionen Namensträgern an siebter Position der häufigsten Familiennamen der Welt, vor Smith (4 Millionen, Platz 8), Smirnow (2,5 Millionen, Platz 9) und Müller (1 Million, Platz 10). Besonders häufig ist der Name in Mexiko, wo er die Liste der häufigsten Nachnamen mit mehr als 3,5 Millionen Vaters- und 2,6 Millionen Muttersnamen (vor García mit mehr als 2,5 Millionen Vatersnamen) unangefochten anführt. In den USA steht der Name mit mehr als einer Million Trägern, von denen sich etwa 95 % als Hispanics identifizieren, an 11. Stelle der häufigsten Familiennamen und an dritter Position der populärsten hispanischen Nachnamen. Der Name ist in fremdsprachiger, vereinfachter oder historischer Orthographie auch in der Schreibweise Hernandez ohne Akut anzutreffen. Die portugiesische Form des Namens lautet Hernandes. Ein eng verwandter und ebenfalls häufiger spanischer Nachname mit der gleichen Bedeutung („Sohn von Ferdinand“) ist Fernández.

## Namensträger

### A
- Aaron Hernandez (1989–2017), US-amerikanischer American-Football-Spieler
- Aarón Hernández (* 2000), salvadorianischer Mittelstreckenläufer
- Abel Hernández (* 1990; La Joya), uruguayischer Fußballspieler
- Abel Barrera Hernández (* um 1960), mexikanischer Priester, Anthropologe und Menschenrechtler
- Adolfo Hernández Hurtado (1920–2004), mexikanischer Geistlicher, Weihbischof in Guadalajara
- Adrián Hernández (* 1986), mexikanischer Boxer
- Agustín Hernández Navarro (1924–2022), mexikanischer Architekt und Bildhauer
- Agustín de Jesús Torres y Hernandez (1818–1889), mexikanischer Geistlicher, Bischof von Tulancingo
- Agustín Morales Hernández (1808–1872), bolivianischer Militär und Politiker, Präsident 1871/1872
- Ainhoa Hernández Serrador (* 1994), spanische Handballspielerin
- Aitor Hernández (* 1982), spanischer Radrennfahrer
- Alberto Campos Hernández (* 1951), mexikanischer Ordensgeistlicher, Apostolischer Vikar von San José de Amazonas
- Alberto Díaz Hernández (* 2000), spanischer Handballspieler
- Alberto Rodríguez Hernández (* 1963), kubanischer Ringer
- Alejandro Hernández (Fußballspieler) (* 1948), mexikanischer Fußballspieler
- Alejandro Hernández (Tennisspieler) (* 1977), mexikanischer Tennisspieler
- Alejandro Hernández (Eishockeyspieler) (* 1991), spanischer Eishockeyspieler
- Alejandro Hernández (Drehbuchautor) (* 1970), kubanischer Drehbuchautor
- Alejandro Hernández Hernández (* 1982), spanischer Fußballschiedsrichter
- Alex Hernández (* 1999), mexikanischer Tennisspieler
- Alexis Rodríguez Hernández (* 1977), spanischer Radrennfahrer
- Alfredo Hernández (Fußballspieler) (Fello; 1935–2003), mexikanischer Fußballspieler
- Alfredo Hernández (Schlagzeuger), US-amerikanischer Schlagzeuger
- Amado Paulino y Hernandez (1918–1985), philippinischer römisch-katholischer Geistlicher, Weihbischof in Manila
- Ana Hernández (* 1989), mexikanische Handballspielerin
- Anabel Hernández (* 1971), mexikanische Journalistin
- Anacamila Hernández (* 2004), mexikanische Fußballspielerin
- Anaís Hernández (* 2001), chilenische Sprinterin
- Anaysi Hernández (* 1981), kubanische Judoka
- Andrés Hernández (Konquistador) (um 1527–1607), spanischer Konquistador
- Andres Hernandez (Politiker, II), kubanischer Politiker
- Andres Hernandez (Leichtathlet) (* 2002), neuseeländischer Leichtathlet
- Andrés Hernández (Bogenschütze) (Andrés Hernández Vera; * 2007), kolumbianischer Bogenschütze
- Andrés Hernández Alba (* 1966), spanischer Musiker, siehe Aleph Gitarrenquartett
- Andrés Hernández Ros (1948–2016), spanischer Politiker (PSOE)
- Ángel Hernández (Leichtathlet) (* 1966), spanischer Weitspringer
- Ángel Francisco Bocos Hernández (1883–1936), spanischer Ordensmann und Seliger, Opfer des Spanischen Bürgerkriegs
- Ángel Gómez Hernández (* 1988), spanischer Regisseur und Drehbuchautor
- Ángel Hernández Zulueta (* 1995), kubanisch-portugiesischer Handballspieler
- Ángel Vázquez Hernández (* 1968), spanischer Politiker (Partido Pirata)
- Aníbal Hernández (* 1986), uruguayischer Fußballspieler
- Anthony Hernandez (Fußballspieler, 1995), gibraltarischer Fußballspieler
- Anthony Hernández (Fußballspieler, 2001), costa-ricanischer Fußballspieler
- Antonio Hernández (Radsportler, 1951) (* 1951), mexikanischer Radsportler
- Antonio Hernández (Regisseur) (* 1953), spanischer Schauspieler, Filmregisseur und Drehbuchautor
- Antonio Hernández (Fußballspieler) (Antonio Hernández Hernández; * 1955), mexikanischer Fußballspieler
- Antonio Hernandez (Radsportler, 1965) (* 1965), kubanischer Radrennfahrer
- Antonio Hernández Gallegos (1912–1973), mexikanischer Geistlicher, Bischof von Tabasco
- Antonio Hernández Palacios (1921–2000), spanischer Comiczeichner
- Antonio Hernández y Rodríguez (1864–1926), mexikanischer Geistlicher, Bischof von Tabasco
- Antonio González Hernández (* 1966), mexikanischer Fußballspieler
- April Lee Hernández (* 1980), US-amerikanische Schauspielerin
- Arichel Hernández (* 1993), kubanischer Fußballspieler
- Ariel Hernández (* 1972), kubanischer Boxer
- Armando Javier Hernández (* 1974), mexikanischer Fußballspieler
- Arturo Estrada Hernández (* 1925), mexikanischer Maler
- Aurelio Hernández (* 1950), mexikanischer Fußballspieler

### B
- Bancy Hernández (* 2000), nicaraguanischer Fußballspieler
- Benigno C. Hernández (1862–1954), US-amerikanischer Politiker
- Benjamín Jiménez Hernández (1938–2020), mexikanischer Geistlicher, Bischof von Culiacán
- Bernardo Hernández (* 1942), mexikanischer Fußballspieler

### C
- Callie Hernandez (* 1988), US-amerikanische Schauspielerin
- Carlos Hernández (Boxer, 1939) (1939–2016), venezolanischer Boxer
- Carlos Hernández (Musikmanager), genannt Carlos Védrine, spanischer Musiker und Konzertveranstalter der Ópera Flamenca
- Carlos Hernández (Boxer, 1971) (* 1971), salvadorianischer Boxer
- Carlos Hernández (Leichtathlet) (* 1998), kolumbianischer Mittelstreckenläufer
- Carlos Hernandez (Schriftsteller), US-amerikanischer Schriftsteller
- Carlos Hernández Bailo (* 1958), spanischer Radrennfahrer
- Carlos Hernández Valverde (* 1982), costa-ricanischer Fußballspieler
- Carlos Alberto Hernandez (* 1971), US-amerikanischer Boxer im Superfedergewicht
- Carlos Alexis Hernández (* 1972), kubanischer Gewichtheber
- Carlos Enrique Hernández (* 1980), venezolanischer Baseballspieler
- Carlos López Hernández (* 1945), römisch-katholischer Bischof von Salamanca
- Carlos Manuel Hernández Santana (* 1976), mexikanischer Radrennfahrer
- Claudia Hernández (Schriftstellerin) (* 1975), salvadorianische Schriftstellerin
- Claudia López Hernández (* 1970), kolumbianische Politikerin
- Claudia Hernández (* 1966), mexikanische Tennisspielerin
- Crisleidy Hernández (* 1983), dominikanische Handballspielerin
- Cristofer Benítez Hernandez (* 1990), spanischer Rhythmischer Sportgymnast
- Cristóbal Déniz Hernández (* 1969), spanischer römisch-katholischer Geistlicher, Weihbischof auf den Kanarischen Inseln
- Cruz Manuel Hernández Santiago (* 1972), puerto-ricanischer Sänger, siehe Manny Manuel
- Cucho Hernández (* 1999), kolumbianischer Fußballspieler

### D
- Dalia Hernández (* 1985), mexikanische Tänzerin und Schauspielerin
- Daniel Hernandez (* 1996), bekannt als 6ix9ine, US-amerikanischer Rapper
- Daniel Hernández, uruguayischer Fußballspieler
- Daphne Hernández (* 1976), costa-ricanische Wasserspringerin
- David Hernández (Schriftsteller, 1955) (* 1955), salvadorianischer Schriftsteller
- David Hernandez (Schriftsteller, 1971) (* 1971), US-amerikanischer Dichter und Schriftsteller
- David Hernandez (Mathematiker), französischer Mathematiker
- David Hernandez (Sänger) (* 1983), US-amerikanischer Sänger
- David Hernandez (Baseballspieler) (* 1985), US-amerikanischer Baseballspieler
- David Guillermo Hernández González (* 1973), mexikanischer Fußballspieler
- David Vega Hernández (1994), spanischer Tennisspieler
- Desiderio Hernández Xochitiotzin (1922–2007), mexikanischer Künstler
- Dewan Hernandez (* 1996), US-amerikanischer Basketballspieler
- Diego Hernandez (Fußballspieler) (* 2005), US-amerikanischer Fußballspieler
- Dolores Hernández (* 1997), mexikanische Wasserspringerin
- Drew Anthony Hernandez, US-amerikanischer Schauspieler

### E
- Edgar Hernández (* 1977), mexikanischer Leichtathlet
- Eduardo Hernández Moncada (1899–1995), mexikanischer Komponist, Pianist und Dirigent
- Eduardo Hernández (Fußballspieler, I) (* vor 1960), salvadorianischer Fußballspieler
- Eduardo Hernández (Fußballspieler, 1958) (* 1958), salvadorianischer Fußballspieler
- Eduardo Hernández (* 1974), mexikanischer Wrestler, siehe Juventud Guerrera
- Eduardo Hernández (Fußballspieler, 2003) (* 2003), kubanischer Fußballspieler
- Edward Niño Hernández (* 1986), kolumbianischer Tänzer, kleinster gehfähiger Mann der Welt
- Edwin Hernández (* 1986), mexikanischer Fußballspieler
- Elías Hernández (* 1988), mexikanischer Fußballspieler
- Eloy Chávez Hernández (* 1991), peruanischer Politiker
- Emilio Hernández (* 1984), chilenischer Fußballspieler
- Enrico Hernández (* 2001), niederländischer Fußballspieler
- Enrique Hernández (Ruderer) (Enrique Hernández Díaz; * 1937), kubanischer Ruderer
- Enrique Hernández (Gewichtheber) (Enrique A. Hernández; * 1945), puerto-ricanischer Gewichtheber
- Enrique Hernández (Schauspieler), Schauspieler
- Enrique Hernández (Baseballspieler) (* 1991), puerto-ricanischer Baseballspieler
- Enrique Hernández Armenteros (1918–2017), kubanischer Santería-Priester
- Enrique Manuel Hernández Rivera (* 1938), puerto-ricanischer Geistlicher, Bischof von Caguas
- Enrique Vicente Hernández (Quique; * 1945), spanischer Fußballspieler
- Erika Hernández (* 1999), panamaische Fußballspielerin
- Eusebio Ignacio Hernández Sola (* 1944), spanischer Ordensgeistlicher, Bischof von Tarazona
- Evelio Hernández († 2015), kubanischer Baseballspieler
- Ever Francisco Hernández (* 1958), salvadorianischer Fußballspieler

### F
- Felipe Hernández (Architekt) (* 1971), kolumbianischer Architekt
- Felipe Hernández (Fußballspieler, 1988) (Felipe Antonio Hernández Sanhueza, * 1988), chilenischer Fußballspieler
- Felipe Hernández (Fußballspieler, 1998) (* 1998), kolumbianisch-US-amerikanischer Fußballspieler
- Felisberto Hernández (1902–1964), uruguayischer Autor
- Fernando Hernández (Handballspieler) (* 1973), spanischer Handballspieler
- Fernando Hernández (Schiedsrichter) (* 1983), mexikanischer Fußballschiedsrichter
- Fidel Sánchez Hernández (1917–2003), salvadorianischer Politiker
- Francesc Hernández i Sanz (1863–1949), menorquinischer Historiker, Bibliothekar und Illustrator
- Francisco Hernández (Fußballspieler, 1949) (Francisco Antonio Hernández Ramírez; 1949–2019), costa-ricanischer Fußballspieler
- Francisco Hernández (Fußballspieler, 1978) (Juan Francisco Hernández Díaz; * 1978), peruanischer Fußballspieler
- Francisco Hernández (Rugbyspieler) (Francisco de Paula Hernández Jiménez; * 1988), spanischer Siebener-Rugby-Spieler
- Francisco Hernández de Córdoba (Entdecker von Yucatán) († 1517), spanischer Entdecker und Konquistador
- Francisco Hernández de Córdoba (Gründer Nicaraguas) (um 1475?–1526), spanischer Konquistador
- Francisco Hernández Pineda (1927–2011), mexikanischer Fußballspieler
- Francisco Hernandez de Toledo (1514–1587), spanischer Arzt
- Francisco González Hernández (* 1952), spanischer Ordensgeistlicher, Apostolischer Vikar von Puerto Maldonado
- Francisco Javier Hernández Arnedo (* 1941), spanischer Ordensgeistlicher, Bischof von Tianguá
- Francisco Javier Gómez Hernández (* 1967), mexikanischer Fußballspieler
- Francisco López Hernández (1932–2017), spanischer Bildhauer und Zeichner
- Francisco Ynduráin Hernández (1910–1994), spanischer Romanist, Hispanist und Amerikanist

### G
- Gabriel Hernández (Fußballspieler) (* 1944), kolumbianischer Fußballspieler
- Gabriel Hernández (Leichtathlet) (* 1949), mexikanischer Geher
- Gabriel Hernández (Boxer) (1973–2001), dominikanischer Boxer
- Gabriel Hernández (Wasserballspieler) (* 1975), spanischer Wasserballspieler und -trainer
- Gabriel García Hernández (* 1974), mexikanischer Fußballspieler
- Gaspar Hernández (Priester) (1798–1858), dominikanischer Priester, Pädagoge und Politiker
- Gaspar Hernández (Schriftsteller) (* 1971), spanischer Schriftsteller
- Genaro Hernandez (1966–2011), US-amerikanischer Boxer
- Gérard Hernandez (* 1933), französischer Schauspieler
- Gilbert Hernandez (* 1957), US-amerikanischer Comiczeichner

- Gilberto Hernández (Schachspieler) (* 1970), mexikanischer Schachspieler und -trainer
- Gilberto Hernandez (Schauspieler) (* 1970), brasilianischer Schauspieler
- Gilberto Hernández (Fußballspieler) (1997–2023), panamaischer Fußballspieler
- Gilberto Hernández Ortega (1924–1978), dominikanischer Künstler
- Gino Hernandez (1957–1986), US-amerikanischer Wrestler
- Giovani Hernández (* 1993), mexikanischer Fußballspieler
- Giovanni Hernández (* 1976), chilenischer Fußballspieler und -trainer
- Gisela Hernández Gonzalo (1912–1971), kubanische Musikwissenschaftlerin und Komponistin
- Glenhis Hernández (* 1990), kubanische Taekwondoin
- Grizel Hernández Baguer (* 1957), kubanische Musikwissenschaftlerin
- Guillermo Hernández-Cartaya (* 1932), kubanischer Bankier
- Guillermo Hernández Sánchez (* 1942), mexikanischer Fußballspieler
- Guillermo Hernández Medina (* 1971), mexikanischer Fußballspieler
- Guillermo Hernández Robaina (* 1945), spanischer Fußballspieler
- Guillermo Hernández, mexikanischer Fußballspieler, siehe Platanito
- Guillermo Fariñas Hernández (* 1962), kubanischer Psychologe und Journalist, siehe Guillermo Fariñas
- Guillermo Naranjo Hernández (* 1977), spanischer Volleyball-Trainer
- Guillermo Hernández (Tennisspieler), philippinischer Tennisspieler
- Gustavo Rodolfo Mendoza Hernández (* 1934), guatemaltekischer Geistlicher, emeritierter Weihbischof in Guatemala

### H
- Héctor Hernández (Fußballspieler) (1935–1984), mexikanischer Fußballspieler
- Héctor Hernández Ezpitia (* 1973), mexikanischer Fußballspieler
- Héctor Hernández Marrero (* 1995), spanischer Fußballspieler
- Héctor Rueda Hernández (1920–2011), kolumbianischer Geistlicher, Erzbischof von Medellín
- Henry Hernández (Fußballspieler, 1982) (Henry Javier Hernández Álvarez, * 1982), kolumbianischer Fußballspieler
- Henry Hernández (Fußballspieler, 1985) (Henry Edimar Hernández Cruz, * 1985), salvadorianischer Fußballspieler
- Holden Hernández Carmenates (* 1984), kubanischer Schachspieler
- Horacio Hernández (Künstlername El Negro; * 1963), kubanischer Schlagzeuger und Perkussionist
- Hugo Hernández, mexikanischer Fußballtrainer (1949/50–2022)

### I
- Ifigenia Martínez y Hernández (1925–2024), mexikanische Wirtschaftswissenschaftlerin und Politikerin
- Ignacio de Alba y Hernández (1890–1978), mexikanischer Geistlicher, Bischof von Colima
- Igor Hernández (* 1977), venezolanischer Beachvolleyballspieler
- Ismael Hernández Avila (* 1946), mexikanischer Leichtathlet
- Ismael Hernández Deras (* 1964), mexikanischer Politiker
- Ismael Hernández Uscanga (* 1990), mexikanischer Moderner Fünfkämpfer
- Israel Hernández (* 1970), kubanischer Judoka
- Iván Hernández (* 1982), mexikanischer Boxer

### J
- Jacqueline Hernandez (* 1992), US-amerikanische Snowboarderin
- Jaime Hernandez (* 1959), US-amerikanischer Comiczeichner
- Jairo Hernández (* 1972), kolumbianischer Radrennfahrer
- Javier Hernández (Fußballspieler, 1961) (Javier Hernández Gutiérrez, bekannt als Chícharo; * 1961), mexikanischer Fußballspieler
- Javier Hernández Jr., eigentlicher Name von Jay Hernández (* 1978), mexikanisch-amerikanischer Schauspieler
- Javier Hernández (Segler) (Javier Hernández Cebrián; * 1983), spanischer Segler
- Javier Hernández Balcázar, eigentlicher Name von Chicharito (* 1988), mexikanischer Fußballspieler
- Jenrry Johel Velásquez Hernández (* 1977), honduranischer Geistlicher, Bischof von La Ceiba
- Jesús Hernández (Radsportler) (Jesús Hernández Blazquez, * 1981), spanischer Radrennfahrer
- Jesús Hernández (Fußballspieler, 1993) (Jesús Isaac Hernández Córdova, * 1993), venezolanischer Fußballspieler
- Jesús Hernández (Fußballspieler, August 2001) (Jesús Daniel Hernández Casiano, * 2001), mexikanischer Fußballspieler
- Jesús Hernández (Fußballspieler, Oktober 2001) (Jesús Gerardo Hernández Castellar, * 2001), venezolanischer Fußballspieler
- Jesús Hernández (Fußballspieler, 2004) (Jesús Hernández Moreno, * 2004), mexikanischer Fußballspieler
- Jesús Hernández Aristu (* 1943), spanischer Sozialwissenschaftler und Hochschullehrer
- Jesús Hernández Hernández (* 1991), mexikanischer Schwimmer
- Joan Hernández Pijuan (1931–2005), spanischer Maler
- Joaquín Hernández Galicia († 2013), mexikanischer Gewerkschaftsführer
- Jonay Hernández (* 1979), venezolanischer Fußballspieler
- Jorge Hernández (Radsportler) (Jorge L. Hernández Jiménez; * 1948), kolumbianischer Radsportler
- Jorge Hernández (Musiker) (* 1953), mexikanischer Akkordeonist, Sänger und Songwriter
- Jorge Hernández (Boxer) (1954–2019), kubanischer Boxer
- Jorge Hernández (Segler) (* 1965), puerto-ricanischer Segler
- Jorge Hernández (Fußballspieler, 1989) (Jorge Daniel Hernández Govea; * 1989), mexikanischer Fußballspieler
- Jorge Hernández (Fußballspieler, 1992) (Jorge Hernández Diéguez; * 1992), spanischer Fußballspieler
- Jorge Hernández (Footballspieler) (Jorge Hernández Jiménez; * 1995), spanischer American-Football-Spieler
- Jorge Hernández (Fußballspieler, 2000) (Jorge Hernandez Zapien; * 2000), US-amerikanischer Fußballspieler

- José Hernández (Dichter) (1834–1886), argentinischer Journalist und Dichter
- José Hernández (Fußballspieler, 1926) (José Hernández González; 1926–2011), spanischer Fußballspieler
- José Hernández (Maler) (1944–2013), spanischer Maler und Plastiker
- José Hernández (Fußballspieler, 1956) (* 1956), kolumbianischer Fußballspieler
- José Hernández (Baseballspieler) (* 1969), puerto-ricanischer Baseballspieler und -trainer
- José Hernández (Tennisspieler) (* 1990), dominikanischer Tennisspieler
- José Hernández (Fußballspieler, 1997) (* 1997), mexikanischer Fußballtorwart
- José Antonio Acosta Hernández, mexikanischer mutmaßlicher Verbrecher
- José Gregorio Hernández (1864–1919), venezolanischer Mediziner und Nationalheiliger
- José de Jesús González Hernández (* 1964), mexikanischer Ordensgeistlicher, Bischof von Chilpancingo-Chilapa
- José Joaquín Flórez Hernández (1916–1996), kolumbianischer römisch-katholischer Geistlicher, Erzbischof von Ibagué
- José Moreno Hernández (* 1962), US-amerikanischer Astronaut
- José María Hernández (1942–2010), dominikanischer Jurist, Politiker und Unternehmer
- José María Hernández González (1927–2015), mexikanischer Geistlicher, Bischof von Netzahualcóyotl
- José Hernández Arancibia, kubanischer Radrennfahrer
- José Hernandez (Fußballspieler, 1994), José Alexander Hernández Ávila, Fußballspieler aus Panama

- Josep Miquel Vidal i Hernández (1939–2013), spanischer Physiker
- Joseph Marion Hernández (1788–1857), US-amerikanischer Politiker
- Juan Hernández (Leichtathlet) (* 1968), kubanischer Hürdenläufer
- Juan Hernández (Boxer) (* 1987), mexikanischer Boxer
- Juan Hernandez (Schauspieler), Schauspieler, Regisseur und Drehbuchautor
- Juan Hernández Acevedo (1863–1894), mexikanischer Komponist und Flötist
- Juan Hernández Ramírez (* 1965), mexikanischer Fußballspieler
- Juan Hernández Saravia (1880–1962), spanischer General
- Juan Hernández Sierra (* 1969), kubanischer Boxer
- Juan A. Hernández (1841–1925), mexikanischer General und Politiker
- Juan Antonio Hernández (* 1978), honduranischer Drogenhändler, Rechtsanwalt, Politiker und Abgeordneter
- Juan Bautista Hernández (* 1962), kubanischer Boxer
- Juan Camilo Hernández (* 1999), kolumbianischer Fußballspieler, siehe Cucho Hernández
- Juan Carlos Hernández (* 1959), chilenischer Fußballspieler
- Juan de Dios Hernández Ruiz (* 1948), kubanischer Geistlicher, Bischof von Pinar del Río
- Juan Francisco Hernández (* 1978), peruanischer Fußballspieler
- Juan José Pérez Hernández († 1775), spanischer Entdecker und Ethnograph
- Juan Martín Hernández (* 1982), argentinischer Rugbyspieler
- Juan Orlando Hernández (* 1968), honduranischer Politiker
- Juano Hernández (1896–1970), puerto-ricanischer Schauspieler
- Julián Hernández (* 1972), mexikanischer Filmregisseur
- Julio Alberto Hernández (1900–1999), dominikanischer Komponist und Pianist

### K
- Karen Hernández (* 1994), mexikanische Fußballschiedsrichterin
- Kobe Hernández-Foster (* 2002), US-amerikanischer Fußballspieler

### L
- Lácides Hernández Alvarez (* 1965), kolumbianischer Sozialunternehmer und Theologe
- Laura Hernández (Leichtathletin) (* 1995), spanische Leichtathletin
- Laura Hernández Selva (* 1997), spanische Handballspielerin
- Laurie Hernandez (* 2000), US-amerikanische Turnerin
- Leda Peña Hernández (1949–2014), kubanische Diplomatin
- Lenny Hernandez, US-amerikanischer Schauspieler, Hörfunkmoderator und Podcaster
- Leonardo Hernández (* im 20. Jahrhundert), kubanischer Radrennfahrer
- Leyanis Pérez Hernández (* 2002), kubanische Leichtathletin
- Lilimar Hernandez (* 2000), venezolanische Schauspielerin
- Lucas Hernández (Fußballspieler, 1992) (* 1992), uruguayischer Fußballspieler
- Lucas Hernández (* 1996), französischer Fußballspieler
- Lucas Guillermo Castillo Hernández (1878–1955), venezolanischer Geistlicher, Erzbischof von Caracas
- Luigi Hernandez (* 1993), Fußballspieler der Kaimaninseln
- Luis Hernández (Fechter), mexikanischer Fechter
- Luis Hernández, Mitglied der mexikanischen Musikgruppe Los Tigres del Norte
- Luis Almarcha Hernández (1887–1974), spanischer Geistlicher und Politiker
- Luis Pérez Hernández (1894–1959), kolumbianischer römisch-katholischer Ordensgeistlicher, Bischof von Cúcuta
- Luis Hernández Lahuerta (1901–1961), spanischer Propaganda-Schriftsteller
- Luis Hernández Parker (1911–1975), chilenischer Journalist
- Luis Hernández (Poet) (1941–1977), peruanischer Poet und Dichter
- Luis Hernández Cotter (* 1948), spanischer Volleyballspieler
- Luis Hernández (Fußballspieler, 1949) (Luis Hernández Heres; * 1949), kubanischer Fußballspieler und -funktionär
- Luis Hernández (Leichtathlet) (* 1955), mexikanischer Langstreckenläufer
- Luis Felipe Hernández (* 1959), mexikanischer Schriftsteller und Universitätsprofessor
- Luis Hernández (Fußballspieler, 1968) (Luis Arturo Hernández Carreón; * 1968), mexikanischer Fußballspieler
- Luis Daniel Hernández (* 1977), peruanischer Fußballspieler
- Luis Alberto Hernández (* 1981), peruanischer Fußballspieler
- Luis Esteban Hernández (* 1981), argentinischer Autorennfahrer
- Luis Hernández (Eiskunstläufer) (* 1984), mexikanischer Eiskunstläufer
- Luis Hernández (Baseballspieler) (* 1984), venezolanischer Baseballspieler
- Luis Hernandez (Behindertensportler) (* 1989), honduranischer Behindertensportler
- Luis Hernández (Fußballspieler, 1989) (Luis Hernández Rodríguez; * 1989), spanischer Fußballspieler
- Luis Hernández Kerlegand (* 1993), mexikanischer Fußballspieler
- Luis Miguel Hernández (* 1985), salvadorianischer Fußballspieler
- Luis Omar Hernández (* 1985), mexikanischer Fußballspieler
- Luis José Hernández (* 1996), spanischer Eishockeyspieler
- Lupo Hernández Rueda (1930–2017), dominikanischer Jurist, Lyriker und Essayist

### M
- Manny Hernández (Manuel Antonio Hernández Montás; * 1961), dominikanischer Baseballspieler
- Manuel Hernández (Sänger, I), dominikanischer Sänger (Bariton)
- Manuel Hernández (Sänger, 1946) (* 1946), spanischer Sänger
- Manuel Hernandez (Fußballspieler) (Mani; * 1948), spanisch-US-amerikanischer Fußballspieler und -trainer
- Manuel Hernández (Rennfahrer, I) (Manuel Hernandez Nicolás), spanischer Motorradrennfahrer
- Manuel Hernández (Rennfahrer, 1984) (Manuel Hernández García; * 1984), spanischer Motorradrennfahrer
- Manuel Hernández (Radsportler), nicaraguanischer Radsportler
- Manuel Hernández Acevedo (1921–1989), puerto-ricanischer Maler
- Manuel Hernández Gómez (1928–2014), kolumbianischer Maler
- Manuel Hernández Linares, spanischer Singer-Songwriter
- Manuel Hernández Mompó (1927–1992), spanischer Maler
- Manuel Hernández Ruigómez (1955–2011), spanischer Diplomat
- Manuel Hernández Sanjuán (1915–2008), spanischer Kameramann und Regisseur
- Marcos Hernández (* 1982), US-amerikanischer Sänger
- Marcelino Hernández Rodríguez (* 1946), mexikanischer Priester, Bischof von Orizaba
- Margarita Hernández (* 1985), mexikanische Leichtathletin
- María de la Paz Hernández (* 1977), argentinische Hockeyspielerin
- María Julia Hernández (1939–2007), salvadorianische Menschenrechtsaktivistin
- Maridalia Hernández Morel (* 1959), dominikanische Sängerin
- Mario Hernández (1924–2013), puerto-ricanischer Musiker und Komponist
- Mario Alberto Torres Hernández (1931–1975), chilenischer Fußballspieler
- Mario Fernando Hernández (1966–2008), honduranischer Politiker
- Martín Hernández (Tontechniker) (* 1964), mexikanischer Tontechniker und Hörfunkmoderator
- Martín Hernández (Schauspieler) (* 1992), mexikanischer Schauspieler
- Martín Zepeda Hernández (* 1967), mexikanischer Politiker
- Maximiliano Hernández Martínez (1882–1966), salvadorianischer Politiker, Präsident 1931 bis 1934 und 1935 bis 1944
- Maximiliano Hernández (* 1973), US-amerikanischer Schauspieler
- Melany Hernández (* 1998), mexikanische Wasserspringerin
- Melba Hernández (1921–2014), kubanische Politikerin, Diplomatin und Revolutionärin
- Melissa Hernández (* 2001), kubanische Speerwerferin
- Melitón Hernández (* 1982), mexikanischer Fußballtorhüter
- Melvin Hernández (* 1994), nicaraguanischer Fußballspieler
- Miguel Hernández (1910–1942), spanischer Dichter und Dramatiker
- Miguel Hernández (Schiedsrichter) (* 1977), mexikanischer Fußballschiedsrichterassistent
- Miguel Hernández Urbán (1936–2017), mexikanischer Maler und Bildhauer
- Miguel Hernández Sánchez (* 1970), spanischer Fußballspieler
- Miguel Javid Hernández (* 1976), mexikanischer Fußballspieler
- Moises Hernandez (* 1992), guatemaltekischer Fußballspieler
- Moisés Hernández (Fußballspieler, 1998) (* 1998), belizischer Fußballspieler

### N
- Natasha Hernández (* 1966), venezolanische Judoka
- Nayelly Hernández (* 1986), mexikanische Squashspielerin
- Nico Hernández (* 1996), US-amerikanischer Boxer
- Nieves Hernández (1901–1986), mexikanischer Fußballspieler
- Noé Hernández (1978–2013), mexikanischer Leichtathlet
- Noeh Hernández (* 2004), puerto-ricanischer Fußballspieler
- Norma G. Hernandez (* 1934), US-amerikanische Mathematikerin und Hochschullehrerin
- Nouria Hernandez (* 1957), Schweizer Biologin

### O
- Octavio Hernández († 2015), mexikanischer Musikkritiker und Autor
- Oihane Hernández (* 2000), spanische Fußballspielerin
- Omar Hernández (* 1962), kolumbianischer Radrennfahrer
- Onel Hernández (* 1993), deutscher Fußballspieler
- Oscar Hernández (Musiker) (* 1954), US-amerikanischer Pianist, Bandleader und Produzent
- Óscar Hernández (Tennisspieler) (* 1978), spanischer Tennisspieler
- Oscar Hernández (Baseballspieler) (* 1993), venezolanischer Baseballspieler
- Oscar Hernández (Schriftsteller) (* 1955), mexikanischer Schriftsteller
- Óscar López Hernández (* 1980), spanischer Fußballspieler
- Óscar Osorio Hernández (1910–1969), salvadorianischer Offizier und Politiker, Präsident 1950 bis 1956

### P
- Pablo Hernández (Radsportler) (Pablo Enrique Hernández López; 1940–2021), kolumbianischer Radsportler
- Pablo Hernández (Turner) (Pablo Luis Hernández; * 1940), kubanischer Turner
- Pablo Hernández (Fußballspieler, 1985) (Pablo Hernández Domínguez; * 1985), spanischer Fußballspieler
- Pablo Hernández (Fußballspieler, 1986) (Pedro Pablo Hernández; * 1986), chilenischer Fußballspieler
- Pablo Fernando Hernández (* 1975), uruguayischer Fußballspieler
- Pablo Hernández Rivera (* 1991), puerto-ricanischer Politiker
- Pablo Enrique Shorey Hernández (* 1983), kubanischer Ringer, siehe Pablo Shorey
- Patricio Hernández (* 1956), argentinischer Fußballspieler
- Patrick Hernandez (* 1949), französischer Sänger
- Pedro Hernández Cantarero (* 1954), nicaraguanischer Ordensgeistlicher, Bischof von Thabraca
- Pedro Otón Hernández († 2010), spanischer Sprecher für Behinderte mit dem Down-Syndrom

### R
- Rafael Hernández Colón (1936–2019), puerto-ricanischer Politiker
- Rafael Hernández Marín (1892–1965), puerto-ricanischer Komponist
- Rafael Hernández Pat, mexikanischer Fußballspieler
- Rafael Amador y Hernández (1856–1923), mexikanischer Geistlicher, Bischof von Huajuapan de León
- Ramón Hernández (* 1972), puerto-ricanischer Beachvolleyballspieler
- Regino Hernández (* 1991), spanischer Snowboarder
- René Hernández (Musiker) (1916–1987), kubanischer Pianist und Arrangeur
- René Hernández (Wasserspringer) (* 1987), kubanischer Wasserspringer
- Ricardo Ramírez-Hernández (* 1968), mexikanischer Jurist und Hochschullehrer
- Roberto Hernández (Baseballspieler, 1964) (Roberto Manuel Hernández Rodríguez, * 1964), puerto-ricanischer Baseballspieler
- Roberto Hernández (Fußballspieler, 1964) (* 1964), chilenischer Fußballspieler
- Roberto Hernández (Leichtathlet) (1967–2021), kubanischer Leichtathlet
- Roberto Hernández (Baseballspieler, 1980) (Roberto Heredia Hernández, * 1980), dominikanischer Baseballspieler
- Roberto Hernández (Bogenschütze) (Roberto Alexander Hernández Maldonado, * 1989), salvadorianischer Bogenschütze
- Roberto Hernández (Fußballspieler, 1994) (* 1994), uruguayischer Fußballspieler
- Roberto Hernández Ayala (* 1967), mexikanischer Fußballspieler
- Roberto Hernández Ramírez (* 1942), mexikanischer Geschäftsmann
- Roberto Heras Hernández (* 1974), spanischen Radsportler, siehe Roberto Heras
- Rodolfo Hernández (1945–2024), kolumbianischer Bauingenieur, Geschäftsmann und Politiker
- Rodolfo P. Hernandez († 2013), US-amerikanischer Kriegsveteran
- Rodrigo Hernández Cascante (* 1996), spanischer Fußballspieler, siehe Rodri
- Rogelio Hernández (1930–2011), spanischer Synchronsprecher
- Roger Hernandez (* 1975), US-amerikanischer Politiker
- Román Hernández Onna (1949–2021), kubanischer Schachspieler
- Ronald Hernández (* 1997), venezolanischer Fußballspieler
- Rosalío Hernández (1861–1929), mexikanischer Revolutionär und General
- Rubén Hernández (Fechter) (Rubén A. Hernández; * 1954), puerto-ricanischer Fechter
- Rubén Darío Hernández (* 1965), kolumbianischer Fußballspieler und -trainer

### S
- Salvador Hernández Ortega († 2010), kolumbianischer Politiker und Guerilla-Offizier
- Sandra Hernández (* 1997), spanische Fußballspielerin
- Santos Hernández (1870–1942), spanischer Gitarrenbauer
- Silvia Hernández Sánchez (* 1976), costa-ricanische Wirtschaftswissenschaftlerin und Politikerin
- Sebastián Hernández (* 1986), kolumbianischer Fußballspieler
- Sergey Hernández (* 1995), spanischer Handballspieler
- Sergio Hernández (Maler) (* 1957), mexikanischer Maler
- Sergio Hernández (Basketballtrainer) (Sergio Santos Hernández; * 1963), argentinischer Basketballtrainer
- Sergio Hernández (Sänger), dominikanischer Sänger
- Sergio Hernández (Rennfahrer) (* 1983), spanischer Automobilrennfahrer
- Severo Hernández (1940–2022), kolumbianischer Radrennfahrer
- Shawn Hernandez (* 1973), US-amerikanischer Wrestler, siehe Hernandez (Wrestler)
- Stefany Hernández (* 1991), venezolanische BMX-Fahrerin
- Susana Hernández (* 1999), mexikanische Weitspringerin

### T
- Teo Hernandez (1939–1992), mexikanischer Filmemacher, Fotograf und Schriftsteller
- Théo Hernández (* 1997), französischer Fußballspieler
- Tomás Hernández (Moreno; 1930–1982), spanischer Fußballspieler

### U
- Uwel Hernandez (* 1992), deutscher Boxer

### V
- Vanessa „Nezza“ Hernández (* 1993), US-amerikanische Tänzerin, Musikerin und Influencerin
- Vicente Hernández Albert (1915–1995), spanischer Fußballspieler
- Vicente Hernández Cabrera (* 1991), spanischer Triathlet
- Vicente Ramón Hernández Peña (1935–2018), venezolanischer Geistlicher, Bischof von Trujillo
- Víctor Hugo Hernández (* 1986), mexikanischer Fußballtorwart
- Victoria Padial Hernández (* 1988), spanische Biathletin, siehe Victoria Padial
- Vladimir Rivero Hernández (1971–2004), ungarischer Handballspieler

### W
- Walter Hernández, uruguayischer Fußballspieler
- Will Hernandez (* 1995), US-amerikanischer American-Football-Spieler

### Y
- Yampier Hernández (* 1984), kubanischer Boxer
- Yoan Pablo Hernández (* 1984), kubanischer Boxer
- Yoel Hernández (* 1977), kubanischer Hürdenläufer
- Yoenli Hernández Martinez (* 1997), kubanischer Boxer
- Yonny Hernández (* 1988), kolumbianischer Motorradrennfahrer
- Yordan Alain Hernández Morejón (* 1996), kubanischer Amateur-Boxer
- Yuniel Hernández (* 1981), kubanischer Hürdenläufer